# منطقة بحيرة جنيف
منطقة بحيرة جنيف ((بالفرنسية: Région lémanique)‏, (بالألمانية: Genferseeregion)‏) هي أحد مناطق الشائعة في سويسرا تشمل كانتونات جنيف وفود وفاليز.